# Tripseuxoa jaujaensis
Tripseuxoa jaujaensis är en fjärilsart som beskrevs av Köhler 1966. Tripseuxoa jaujaensis ingår i släktet Tripseuxoa och familjen nattflyn. Inga underarter finns listade i Catalogue of Life.